# La barca non va più/Devi chiederlo a papà
La barca non va più/Devi chiederlo a papà è un singolo discografico di Orietta Berti, pubblicato nel 1981.

## Descrizione
La barca non va più scritta da Bruno Lauzi e Pippo Caruso che ne è anche arrangiatore, era la canzone con cui partecipò in gara al Festival di Sanremo 1981. Il brano riuscì a superare l'esibizione della prima serata e a qualificarsi per la finale, posizionandosi al tredicesimo posto nella classifica definitiva. Il singolo fu un buon successo di vendite, raggiungendo la tredicesima posizione dei brani più venduti e l'ottantesima annuale.
Devi chiederlo a papà è la canzone pubblicata sul lato B del singolo, scritta dagli stessi autori, dedicata ai più piccoli.

## Tracce
1. La barca non va più – 3:36 (Bruno Lauzi e Pippo Caruso)
2. Devi chiederlo a papà – 2:51 (Bruno Lauzi e Pippo Caruso)